# Hobart International 2023
Hobart International 2023 a fost un turneu de tenis feminin care s-a jucat pe terenuri dure în aer liber. A fost cea de-a 28-a ediție a Hobart International și parte a turneelor WTA 250 din Circuitul WTA 2023. Acesta a avut loc la Centrul Internațional de Tenis Hobart din Hobart, Australia, în perioada 9-14 ianuarie 2023. A fost primul eveniment din 2020, după o absență de doi ani după ce edițiile din 2021 și 2022 au fost anulate din cauza pandemiei de COVID-19.

## Campioni

### Simplu
Pentru mai multe informații consultați Hobart International 2023 – Simplu

### Dublu
Pentru mai multe informații consultați Hobart International 2023 – Dublu

## Puncte și premii în bani

### Distribuția punctelor
| Probă  | C   | F   | SF  | QF | R16 | R32 | Q   | Q2  | Q1  |
| Simplu | 280 | 180 | 110 | 60 | 30  | 1   | 18  | 12  | 1   |
| Dublu  | 280 | 180 | 110 | 60 | 1   | N/A | N/A | N/A | N/A |